# 914
914(구백십사)는 913보다 크고 915보다 작은 자연수다.

## 수학
- 합성수로, 그 약수는 1, 2, 457, 914다. 진약수의 합은 460이므로, 914는 부족수다.
- {\displaystyle 914=17^{2}+25^{2}}
  - 서로 다른 두 자연수의 제곱합으로 나타낼 수 있는 수다.

## 과학
- NGC 914: 안드로메다자리 방향에 있는 나선은하.

## 교통

### 철도
- 서울 지하철 9호선 국회의사당역의 역번호.

### 도로
- 914번 지방도: 경상북도 안동시 풍산읍 괴정리에서 영덕군 영덕읍 우곡리까지 이어지는 대한민국의 지방도.
- 914번 홋카이도도(일본어판)

## 문화유산
- 대한민국의 보물 제914호: 정읍 보화리 석조이불입상

## 기타
- 날짜: 9월 14일
- 연도: 914년, 기원전 914년